# Axel Orling

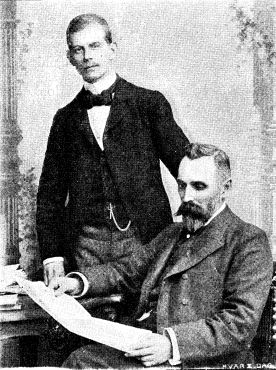
Armstrong (sittande) och Orling (stående).

Axel Orling, född 16 februari 1870 i Stockholm, var en svensk-brittisk ingenjör och uppfinnare. 
Orling utexaminerades från maskinyrkesskolan i Stockholm 1888, studerade vid Institution of Technology i Boston 1889 och var 1889–1890 anställd hos ingenjörsfirman Holtzer & Carbot där. Åren 1890–1895 vistades han i Stockholm och utexperimenterade därunder bland annat en styrbar torped; patentet på denna uppfinning såldes till Storbritannien genom förmedling av James Tarbotton Armstrong. Orling flyttade 1895 till London och blev brittisk medborgare 1900. I samarbete med Armstrong, som dock huvudsakligen torde ha medverkat beträffande exploateringen, uppfann Orling vidare ett elektrokapillärt relä och utarbetade det härpå grundade så kallade Armorlsystemet för kabeltelegrafering och avståndssignalering utan tråd. Han uppfann även fonoforen, en apparat för mottagande och återgivande av telefonsamtal, samt en elektrisk gaständare. Från 1924 var han bosatt i British Columbia och ägnade sig åt arbeten för nya telegrafkabelanläggningar i Stilla havet.